# حسين فيصل (لاعب كرة قدم)
حسين فيصل حسين عبد القادر (من مواليد 4 مارس 1999، قرية ابوياسين التابعة لمدينة ابوكبير ـ محافظة الشرقية في مصر)، هو لاعب كرة قدم مصري، يلعب في مركز الوسط الهجومي مع النادي المصري في الدوري المصري الممتاز و‌منتخب مصر.

## وصلات خارجية
- حسين فيصل (لاعب كرة قدم) على موقع قاعدة بيانات كرة القدم.إي يو (الإنجليزية)
- حسين فيصل (لاعب كرة قدم) على موقع Soccerway.com (الإنجليزية)